# New Mexico Slam
I New Mexico Slam sono stati una società di pallacanestro statunitense con sede ad Albuquerque, nel Nuovo Messico.
Fondati nel 1999, hanno partecipato ai due campionati della IBL, sciogliendosi nel 2001.

## Stagioni
| Stagione | Lega | Denominazione   | V  | P  | %    | Piazzamento | Play-off    |
| -------- | ---- | --------------- | -- | -- | ---- | ----------- | ----------- |
| 1999-00  | IBL  | New Mexico Slam | 38 | 26 | 59,4 | 2º          | Primo turno |
| 2000-01  | IBL  | New Mexico Slam | 17 | 30 | 36,1 | 5º          | -           |